# 德班電車
德班電車曾經是南非德班公共交通系統的一部分，直到20世紀40年代末關閉時已有近70年的歷史。

## 歷史
德班電車網絡於1880年3月25日開放，最初由馬拉街車營運。從1902年5月1日起，該網絡轉換為電力操作。從1935年2月24日開始，德班無軌電車開放，並逐漸取代有軌電車。最終有軌電車網絡於1949年8月2日關閉。

### 延伸閱讀
- Jackson, Allan.  3rd. Dalbridge, South Africa: FAD Publishing. 2007. ISBN 978-0-620-38672-2.
- Pabst, Martin. . Krefeld: Röhr Verlag. 1989. ISBN 3-88490-152-4. （英文） （德文）
- Patton, Brian. . Brora, Sutherland: Adam Gordon. 2002. ISBN 1-874422-39-7.

## 外部連結
维基共享资源上的相關多媒體資源：德班電車
29°51′31″S 31°1′20″E / 29.85861°S 31.02222°E